# أل دوتي
أل دوتي هو سياسي أمريكي، ولد في 19 أكتوبر 1945 في مينيسوتا في الولايات المتحدة. نشط حزبياً في حزب العمال المزارعين الديمقراطيين في مينيسوتا والحزب الديمقراطي. وقد انتخب عضو مجلس نواب مينيسوتا ‏.